# Ponikve (Bakar)
Ponikve su naselje u Hrvatskoj u općini Bakru. Nalaze se u Primorsko-goranskoj županiji.

## Zemljopis
Sjeverno je Plosna, sjeverozapadno su Cernik i Mavrinci, jugozapadno je Kukuljanovo, južno su Škrljevo i Krasica.

## Stanovništvo
| broj stanovnika | 130   | 150   | 150   | 136   | 113   | 118   | 109   | 151   | 76    | 94    | 78    | 69    | 59    | 56    | 58    | 45    | 44    |
|                 | 1857. | 1869. | 1880. | 1890. | 1900. | 1910. | 1921. | 1931. | 1948. | 1953. | 1961. | 1971. | 1981. | 1991. | 2001. | 2011. | 2021. |